# Gurpreet Singh (zapaśnik)
Gurpreet Singh (4 czerwca 1993) – indyjski zapaśnik walczący w stylu klasycznym. Siódmy na mistrzostwach świata w 2014. Ósmy na igrzyskach azjatyckich w 2014 i 2018. Wicemistrz Azji w 2019; piąty w 2017. Mistrz Wspólnoty Narodów w 2016 i 2017. Trzeci na halowych igrzyskach azjatyckich w 2017 roku.